# Ferrocarril Puerto Deseado a Colonia Las Heras

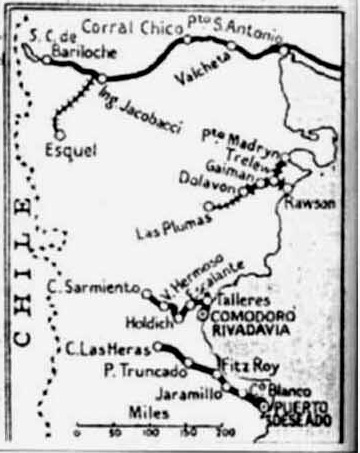
Mapa de la Red Ferroviaria de la Patagonia Argentina hacia 1960: Ferrocarril de Viedma a Bariloche, Ferrocarril Central del Chubut, La línea Económica a Esquel, Ferrocarril de Comodoro Rivadavia a Colonia Sarmiento y el Ferrocarril Puerto Deseado a Colonia Las Heras. Todos correspondientes al Ferrocarril General Roca. Nótese la corta distancia que separaba los ferrocarriles del sur.

El Ferrocarril Puerto Deseado a Colonia Las Heras, también conocido posteriormente como línea de Puerto Deseado a Colonia Las Heras, es un ex ferrocarril estatal que unía las localidades de Puerto Deseado y Las Heras en la Provincia de Santa Cruz, Argentina, a lo largo de 283 km de recorrido. Su vía férrea de traza de trocha ancha (1676 mm) fue considerada de fomento, con la intención de estimular el desarrollo del territorio de la Patagonia escasamente poblado en ese entonces. Asimismo, fue clave para extraer productos generados a partir del boom lanero en la región.
Fue considerada la línea férrea convencional de pasajeros más austral del mundo, dado que los demás ferrocarriles de más al sur estaban dedicadas a explotación de recursos naturales.
El ferrocarril se dedicó también a cubrir las distancias urbanas y semiurbanas de las ciudades que servía y conectaba con ferrobuses, recordados como las «chanchitas» por su forma y su característica incomodidad.
Su origen fue la intención de estimular el desarrollo del territorio que recorría. Durante los casi 67 años de su explotación los datos demográficos indican que servía solamente a 7000 personas en su 320 km de longitud. Aunque parezcan magros resultados para un ferrocarril de fomento de población, se debe considerar que, de tener 2260 habitantes en 1912, con las primeras influencias del ferrocarril, pasó a poseer más de 3200 habitantes al momento de llegar la vía cerca de Las Heras. Además, el ferrocarril duplicó la cantidad de establecimientos ganaderos y creó cerca de un centenar de establecimientos agrícolas en apenas diez años. Asimismo, el tren trajo beneficios en la atención médica y en la educación de los niños por los servicios brindados por la empresa. Es por todo esto que no deja de ser recordado como una herramienta de desarrollo por los habitantes a los que sirvió.
Fue uno de los componentes más importantes del Sistema Ferroviario en la Patagonia Argentina; aunque tuvo carácter público, su funcionamiento se desarrolló en forma aislada sin poder lograr conexión con el resto de los ferrocarriles a pesar de las promesas políticas. En cambio, su funcionamiento fue posibilitado con el transporte marítimo; el cual posibilitó su desempeño para exportar e importar sus cargas.  

## Historia

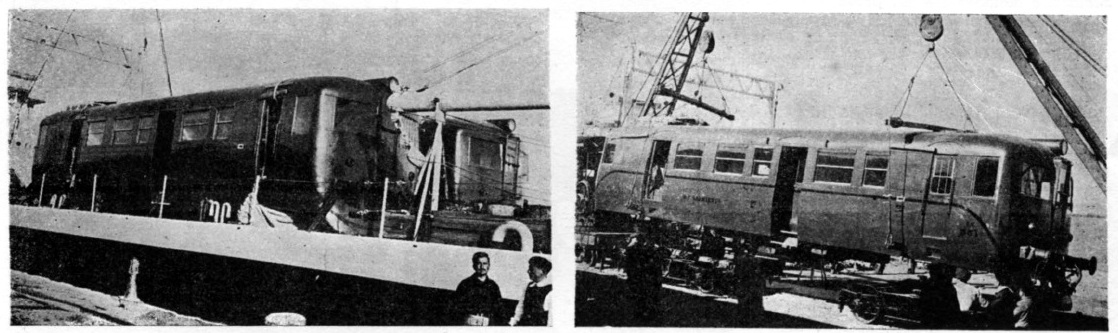
Desembarco de los Drewry en Puerto Deseado en 1949

Su construcción fue sancionada por el presidente Figueroa Alcorta en 1908 por medio de la ley n.º 5559.

Artículo 1°. Autorízase al Poder ejecutivo para estudiar, construir y explotar los siguientes ferrocarriles:

a) Desde puerto San Antonio, en el territorio del Río Negro, hasta el lago Nahuel Huapí.

b) Desde puerto Deseado hasta empalmar con la línea anterior que va la lago Nahuel Huapí, pasando por la colonia San Martín, con un ramal a Comodoro Rivadavia pasando por la colonia Sarmiento otro ramal al lago Buenos Aires, y otro a la colonia 16 de octubre.(...)

Formaba parte de un proyecto ambicioso que pretendía crear un ferrocarril que atravesara la Patagonia argentina, con dirección al noroeste, para luego unirse con la línea que unía San Antonio Oeste con Bariloche. A su vez, en algún punto empalmaría con el ferrocarril de Comodoro Rivadavia, camino a Lago Buenos Aires. La decisión de no continuar el ramal se aduce a que, según Clemente Dumrauf, no avanzó porque se oponía a los intereses ingleses, que querían la Patagonia solo para ganado. Otra opinión es la Eduardo José Miguez en «Las tierras de los ingleses en la Argentina» que afirma que la compañía The Argentina Southern Land Company, empresa ganadera en el sur de Río Negro y en Chubut, truncaron el proyecto ferroviario con el cual se habían comprometido cuando descubrieron la baja calidad de la tierra, con la que pensaban financiar la construcción. Además, se suma el factor internacional dado por la Primera Guerra Mundial, más un sector político importante que consideraba que los recursos del Estado debían destinarse a la Región Pampeana. Por último, la muerte de Roque Sáenz Peña y la continuación de Victorino de la Plaza, en 1914, se termina de sepultar todo proyecto.

### Inicios de la construcción
Los primeros trabajos vinculados con las mediciones para la traza fueron hechos entre los años 1908 y 1910, comenzando la construcción desde Deseado en mayo de 1909, obras a cargo del ingeniero Juan Briano. El ingeniero tuvo el desafío de ejecutar la construcción del ramal en una zona que se encontraba prácticamente deshabitada. Tanto los trabajadores como los bienes de consumo y materiales para la obra debían ser traídos de afuera. Ante el hecho de que la población de Puerto Deseado por aquel entonces era de cincuenta habitantes, Briano tuvo que contratar unos 600 operarios.
Las obras de construcción del ferrocarril que iniciaba desde la costa de Puerto Deseado y tenía pensado culminar en Bariloche comenzaron el 7 de mayo de 1909. Ya para el 20 de septiembre de 1909 se produjo la inauguración de esta línea. Ese día, la locomotora N.º 163 -que pertenecía al Ferrocarril Sud- recorrió los primeros metros sobre esta traza de trocha ancha desde las cercanías del muelle de Puerto Deseado hasta la primera alcantarilla construida en la línea principal, recorriendo unos 2500 m. Es decir el ramal al muelle fue lo primero que se construyó y recorrió. Al mismo tiempo, fue vital para la construcción del ferrocarril principal.
El primer tramo provisorio fue inaugurado a fines de 1909 y permitió al ferrocarril llegar hasta Cerro Blanco.
La noticia de que se iba a construir un mega proyecto de infraestructura pública, atrajo inversionistas que terminaron ocupando tierras en las zonas de influencia del ferrocarril, Deseado vivió la instalación de antiguas casas comerciales como La Anónima, Argensud, Talleres Metalúrgicos Volcán, entre otros.
Las primeras cifras de 1911 se inaugura otro tramo y comenzaron a circular los trenes, aprovechando que los rieles y las correspondientes estaciones ferroviarias fabricadas de chapa y madera llagaban hasta Pico Truncado, permitiendo el transporte de 1235 de pasajeros y 1950 toneladas de carga. En 1912 funciona la línea con servicio público condicional hasta el km 202, llegando a transportar 2370 pasajeros y 4208 toneladas de carga.
Los trabajos de construcción tienen una marcha constante hasta 1912, fecha en que el gobierno nacional decide reducir los fondos. Finalmente, para 1914 -comienzo de la Primera Guerra Mundial- el ferrocarril había llegado a Las Heras en 1912, que gana la denominación punta de rieles. El argumento principal para truncar prematuramente la línea fue la carencia de hierro que se volcó a
fines bélicos debido a la guerra ítalo-turca, recientemente desatada.
El diario La Nación declaró:

«Desde Puerto Deseado es duramente criticado el proceder del poder Ejecutivo en limitar la construcción de este ferrocarril en el kilómetro 320»
La Nación

Además de la paralización el ferrocarril tenía otro problema: el trazado elegido por los ingenieros ferroviarios en los primeros 200 kilómetros avanza casi paralelos al mar, compitiendo desfavorablemente con los puertos atlánticos de Caleta Olivia, Cabo Blanco y Mazaredo, pues a los ganaderos les resultaba más económico sacar su producción lanera por ellos en los primeros tiempos.    
Aunque se culpó al inicio de la Primera Guerra Mundial que causó desabastecimiento de materiales, también se considera la influencia de capitales extranjeros a quienes no convenía el éxito del plan de Ramos Mexía.
En total se habían construido 283 km desde la cabecera en Puerto Deseado, sin que las obras se reanudasen posteriormente. De nada valió el intento que hicieron los pobladores, perjudicados con esta decisión, que solicitaron financiar la continuación de las obras, utilizando la mitad del dinero obtenido por la venta o arrendamiento de las tierras fiscales situadas en la amplia zona que debía pasar, en clara referencia al artículo 13.º de la ley N.º 5559, que así lo disponía. También, se pensó prolongarlo limitadamente desde Las Heras hasta la productiva zona del lago Buenos Aires, como también en años posteriores existieron otros proyectos, pero ninguno se concretó.

### Puesta en funcionamiento
El ferrocarril entró en funcionamiento en 1915. Se destaca el edificio de la Estación Puerto Deseado, así como diversas obras de ingeniería, como puentes y arcos, en las cercanías de esa localidad. A lo largo de su tendido, se crearon 14 estaciones, casi todas ubicadas cada 20 km, a las que se dio nombre mediante un decreto del 7 de octubre de 1914. También se estableció un apeadero a poca distancia del comienzo del tendido. Puerto Deseado albergó la administración, los talleres y almacenes. De estas estaciones unas pocas llegaron a convertirse en pueblos, mientras que otras quedaron solo en estaciones, que posteriormente serían destruidas por vándalos.
Este ferrocarril sorprendió a muchos llevando tanta carga para la población reducida que servía. Aún en los años 1920, antes de la rivalidad camionera, corrían solamente dos trenes mixtos cada semana en cada dirección.
Desde el inicio de su actividad el tren Deseado vivió una gran expansión que pronto se sintió en la falta de agua. Las pocas vertientes de agua existentes no alcanzaban y Tellier con su primer pozo permitió que dos carros aguateros tomaran el agua de los vagones-tanques y abastecieran al pueblo. Este problema se subsanó en 1945 con el acueducto concretado.
Para 1921 la línea fue testigo de los violentos hechos de la Patagonia rebelde. Los obreros que estaban guarnecidos por su protesta en las estaciones Tehuelches y Jaramillo fueron violetamente reprimidos y asesinados por soldados transportados en tren desde Deseado.
El ferrocarril y la zona vivieron los beneficios de una de las obras más importantes que conoció Puerto Deseado en 1922 al autorizarse la instalación de un frigorífico. El mismo se inauguró en enero de 1926. La obra permitió faenar y congelar carne para luego enviarla por vía marítima, generó mejores condiciones económicas en la región, con el aprovechamiento total de los ovinos, de los cuales sólo se obtenían lana y cueros, desperdiciándose el resto. Esto aumentó el movimiento ferroviario, para el cual en 1927 había una existencia de 12 locomotoras, 9 coches de pasajeros y 200 vagones de carga. La planta frigorífica transformaba las ovejas en carne congelada, apta para la exportación. Poseía rampa por donde los animales entraban a la sección de matanza y sala de refrigeración del producto elaborado, a la espera del próximo buque de transporte.
Ante el estanco del proyecto original de llevarlo a la cordillera a este ferrocarril, en 1927 se presenta una de las últimas propuestas para ampliarlo. El diputado Guillermo Fonrouge planteó la unión de la estación Holdich con la estación Las Heras, mediante la construcción de un tramo que serviría como nexo con el ferrocarril de Comodoro Rivadavia. A pesar de la corta distancia entre ambas no prosperó la iniciativa. Si para ese tiempo se hubiese concretado esto el tráfico de cargas y pasajeros habría sido mayor, lo que pudo haber derivado en la salvación del poblado de Holdich que quedó despoblado años después. El último intento de ampliarlo vino con la propuesta de crear un ramal hasta los pozos petroleros en Cañadón Seco. Traza seleccionada para dejar abierta la unión entre la línea Puerto Deseado y la línea Comodoro Rivadavia como era pensada originalmente. Lamentablemente, la iniciativa no cuajó.
En 1938 comenzó el tráfico de minerales como plomo, zinc y cobre, originarios de las explotaciones chilenas que rodeaban el Lago General Carrera, este lago compartido por Argentina y Chile que cruzaban por la zona en busca de la costa atlántica, mediante el ferrocarril, específicamente a Puerto Deseado, donde luego se embarcaban rumbo a Santiago de Chile, ya que las comunicaciones por el mismo país de Chile eran hasta ese momento imposibles. Esto se mantuvo hasta 1955 en que se cortó la circulación. Un informe de 1957 reveló que las últimas actividades significativas que tuvo el ramal fueron la recepción y transporte de plomo y zinc. Los mismos eran enviados a Puerto Deseado para ser remitidos a buques de Ultramar. El mineral era proporcionado por un establecimiento minero en Puerto Cristal (Chile) en un volumen anual de alrededor de 10.000 toneladas. Esto sugiere que aun se mantenía un remanente de movimientos mineraleros o su cese era reciente.
El decreto del Poder Ejecutivo nacional n.º 32574/1948 de 21 de octubre de 1948 dispuso que a partir del 1 de enero de 1949 las líneas ferroviarias nacionalizadas llevaran los nombres de próceres o personajes ilustres del país que tuvieran algo que ver con la región servida por cada ferrocarril, pero se hizo excepción con las líneas patagónicas que fueron renombradas como «Ferrocarril Nacional Patagónico». El nuevo ferrocarril nacional se conformó con el Ferrocarril de Comodoro Rivadavia, el Ferrocarril Central del Chubut y el Ferrocarril de Puerto Deseado a Colonia Las Heras.
Para 1951 se informó, en el balance de 1939 a 1949, que las cargas sufrieron desde 1947 a 1949 una notable reducción. Estas ya empezaban a languidecer en esos años y que las principales cargas eran ganado ovino, lana, algunos productos agrícolas, piedra caliza y plomo. También, zinc, hierro y cobre provenientes de Chile; estas materias primas llegaban por el lago Buenos Aires en pequeños barcos y luego en camiones hasta Las Heras.
Cuando comenzó el boom Petrolero, recibió y repartió la tecnología petrolera llegada desde Texas que, a fines de los ’50, impulsó la extracción de petróleo en el norte de Santa Cruz.

### Últimas mejoras
El principal cambio en la vida del ferrocarril vino cuando se recibieron tres coches motores Drewry de 1936, para transporte de pasajeros y un cuarto coche modificado a frigorífico 1945, provenientes del FFCC General Roca, este último fue convertido en los Talleres Remedios de Escalada.

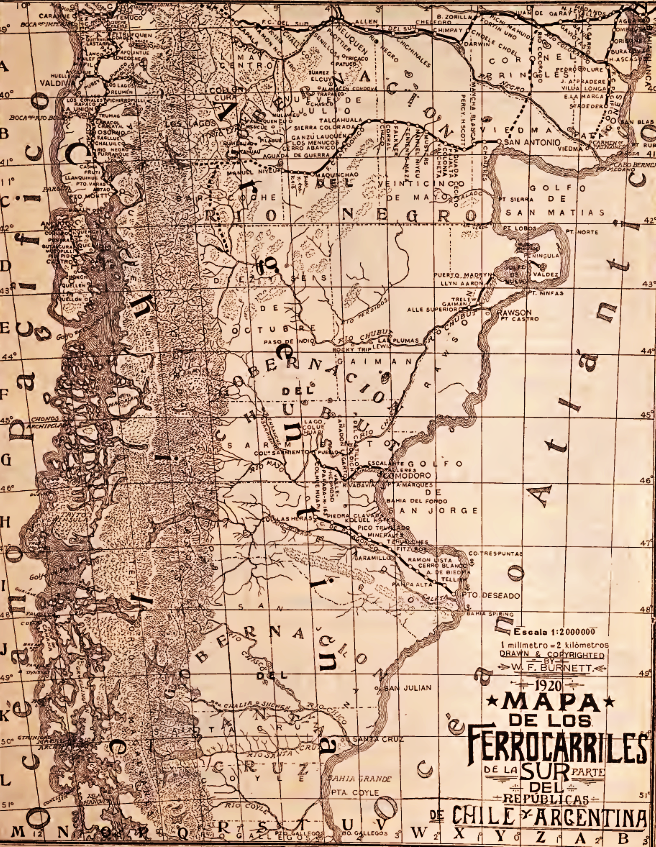
Mapa de las líneas ferroviarias patagónicas creadas hasta 1920. Nótese que es uno de los pocos mapas que registra al ferrocarril con todas sus estaciones en detalle, pero sin sus desvíos que aun no existían.

En 1948, tras la nacionalización de Perón, el decreto N° 32.574 reorganizó las líneas ferroviarias administradas por Ferrocarriles del Estado. Producto de este ajuste se crearon 8 ferrocarriles General Bartolomé Mitre, General Belgrano, Domingo F. Sarmiento, General Roca, General San Martín, General Urquiza y Patagónico. Por este motivo, los ferrocarriles de Comodoro a Sarmiento, de Puerto Deseado a Las Heras, de General Vintter a San Juan y de Puerto Madryn a Altos de las Plumas integraron el nuevo Ferrocarril Patagónico. Bajo esta administración todos sus ferrocarriles vivieron un periodo dorado en esa época. Sin embargo, a pesar de que se intentó ganar más tráfico y coordinar con los servicios marítimos; la mala gestión administrativa con demasiados empleados, falta de capital y la imposibilidad de competir contra el transporte automotor más eficiente hicieron que los clientes se decantaran por los camiones poco a poco. La gerencia del ferrocarril se ubicó en Puerto Madryn. Los ferrocarriles operaron como empresas autónomas para luego quedar bajo la órbita de la Empresa Nacional de Transportes (ENT). Empresa responsable del transporte tranviario, subterráneo y automotor nacionalizado.
En 1956 se creó la Superintendencia de Ferrocarriles y en 1958, al liquidarse la Empresa Nacional de Transportes, se constituyó la Empresa de Ferrocarriles del Estado Argentino (EFEA) agrupando exclusivamente a las seis líneas ferroviarias. En tanto, el Ferrocarril Patagónico fue incorporado a la órbita del General Roca en forma definitiva para el año 1957. En esta reorganización posterior, bajo el Ferrocarril Roca, la superintendencia de las líneas patagónicas se erigió en Puerto Madryn. Para esos años el tráfico estaba agonizando; la superintendencia realizó un correcto diagnóstico de la situación: la única solución a los inminentes cierres era la construcción del Ferrocarril Transpatagónico que nunca fue hecho. De todas formas, la nueva organización bajo el Roca terminó de condenar a casi todas las líneas patagónicas. En apenas algunos años siguientes las clausuras comenzaron en parte con el plan Larkin y continuaron luego con Videla y Menem. Una investigación posterior al final de las líneas patagónicas expuso que las razones que llevaron al cierre de estas líneas aisladas fueron que la administración del ferrocarril desconocía el verdadero sistema de explotación de los ramales patagónicos. Además, se determinó en este estudio que el rendimiento era mínimo para la empresa y que existía una falta de renovaciones de las unidades de transportes y una carencia total de respuestas para efectuar las reparaciones necesarias.
Los últimos años del ramal tuvieron una dirigencia a cargo de las autoridades del Ferrocarril Roca desde Buenos Aires. La misma a su vez contaba con una delegación regional de la superintendencia seccional de tráfico en Puerto Madryn que comandaba a los ramales Central del Chubut, de Comodoro Rivadavia y de Puerto Deseado. En tanto, las otras líneas del Ferrocarril Patagónico quedaron bajo la órbita de San Antonio Oeste que agrupaba bajo su control a la Línea Económica a Esquel, la Línea Económica al Valle del Río Negro y el ramal Viedma - Bariloche.
En el balance el servicio de pasajeros demostró fluctuaciones negativas, pero desde 1949, un gran remonte. El repunte se debió probablemente por la llegada de unidades ferrobús a partir de abril de 1949. Los ferrobuses complementaban a los trenes mixtos. Salían cada tres veces por semana, saliendo afuera de Puerto Deseado a las 13.30 horas los lunes, miércoles y viernes, cada vez el retorno era el día siguiente, se logró reducir considerablemente el tiempo de llegada a las punta de rieles. La capacidad de estos coches motor era para 42 pasajeros y también llevaron estafetero, quien debía trabajar en un pequeño e incómodo compartimiento, casi siempre insuficiente para la cantidad de correspondencia y encomiendas que conducía, sobre todo luego de hacer escala en Puerto Deseado los barcos trayéndolas desde Buenos Aires. Posteriormente, al disminuir el movimiento ferroviario en los últimos años dejaron de circular los trenes de pasajeros, quedando solo los coche motores. Además, se recibió en ese periodo viviendas para trabajadores y mejoras en sus vías.
En 1951 se sufre el accidente más grande en el ramal. Un tren que bajaba hasta Puerto Deseado cargado de metales perdió el control y colisionó en el final de la línea. No hubo víctimas.
El ramal junto con el vecino de Comodoro y el Central del Chubut fueron apuntados en el Plan Larkin como prescindibles por ser altamente deficitarios e inviables. Finalmente, se desistió luego de la grave ola de disturbios ferroviarios de 1961. No obstante, se procedió al cierre del Central y muchos otros minoritarios.

### Ocaso y fin

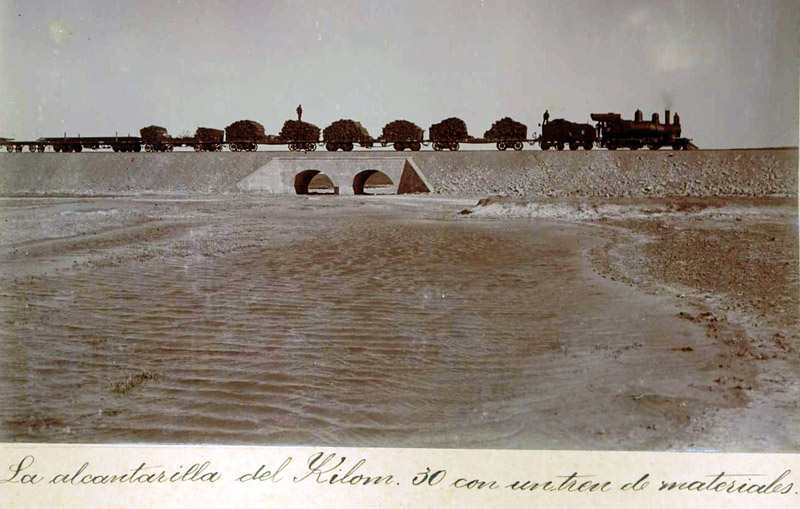
Puente - Alcantarilla en el kilómetro 30, único en toda la línea. Se observa un tren con carga con materiales para la construcción del ramal.

Este ferrocarril como todas las líneas al sur de Río Negro sufrieron baja rentabilidad siempre por su aislamiento. Para ser útiles tenían que traer cargas hacia y desde las ciudades del norte. Solo era posible con la ayuda de los vapores de cabotaje que hacían el viaje a hacia los puertos de Bahía Blanca o Bs As. Los camiones no tenían la necesidad de transbordar sus cargas al ferrocarril para la parte final del viaje. Lamentablemente los servicios marineros eran lentos, irregulares y no fiables. Las cargas eran dañadas en tránsito y existía la falta de atención al cliente, con un sistema que era muy complejo. Los informes ferroviarios de los años 1950 y 1960 lamentan atentamente la imposibilidad de la explotación con los vapores. La otra cara eran los servicios con camioneros que eran vistos como rápidos, regulares y con un servicio puerta a puerta. Para completar la ecuación desfavorable las líneas patagónicas no tenían población significativa ni en la suma total de sus localidades.

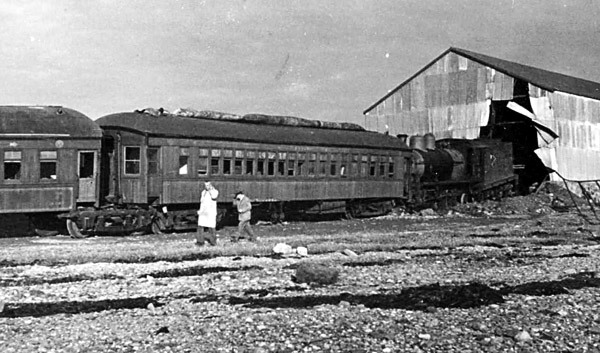
El accidente más grave del ferrocarril ocurrido en Puerto Deseado. El mismo trascendió sin víctimas.

Las cargas que habían sido muy respetables durante su historia no logran mover más de 10 toneladas, excepto en el periodo 1962-1963 con 25.028 y 1966 con 10.270. En tanto el servicio de pasajeros no logró superar las 10 000 personas de 1961 a 1967.

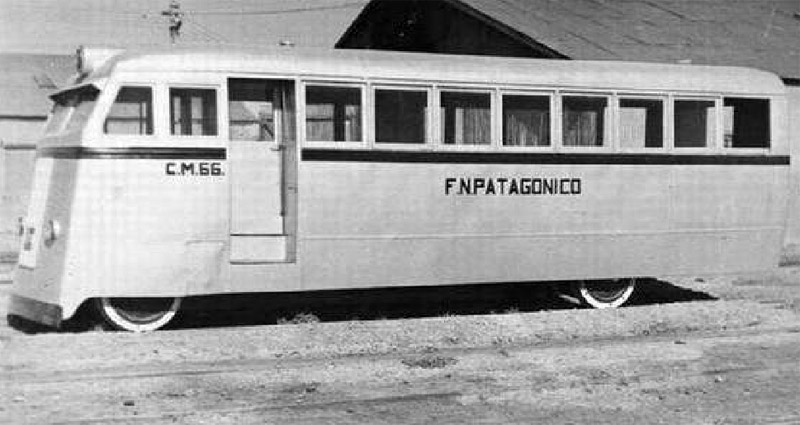
Antiguo ferrobús en sus primeros años.

Los históricos transportes de mercaderías, ingreso de los bienes y salidas de producción de lana que se hacía una vez por semana; fue totalmente insignificante en sus últimos años. Sus usos fueron variando primero para transporte de ganado ovino y a fines de los años 1950 e inicios de años 1960 fue usado para actividad petrolera privada, pero esta no incluyó YPF. Este uso petrolero se dio en medio de la batalla del Petróleo que acrecentó las reservas y posibilitó el autoabastecimiento. El ferrocarril participó activamente llevando gran cantidad de material como compresores de gas de 40 toneladas para los yacimientos petrolíferos de Santa Cruz. Además, se llevó mucho material de cañería de petróleo y gas a Pico Truncado. El auge duró hasta la derogación de los contratos por parte de Arturo Illia.
Los últimos años se usaba para sacar el mineral de plomo, del Lago Buenos Aires/General Carrera. La carga de plomo fue esencial para remontar los números de 1955 a 1956 en 4421 toneladas.
En los años setenta, los últimos de este ferrocarril, no se tiene ninguna mejora en su material rodante; produciéndose un abandono por parte del estado. Todo el material rodante era obsoleto y limitado. El servicio de pasajeros solo era efectuado por 2 coches motor Drewry que torturaban a los pasajeros con velocidades que descendían a 30 kilómetros por hora. Además, todo el material rodante fue considerado reliquia y leyenda para esos años. Los coches en estos años eran operados uno o dos veces semanales en invierno y tres a cuatro veces durante el verano, siempre retornando el día siguiente. La decadencia de las cargas no se detuvo en esos años y los viajes eran solamente uno o dos cada mes. Para sumar males a la ecuación, el único medio de transporte de cargas era a vapor aumentaba perdidas en tiempo y dinero.
Los últimos años del ramal tuvieron una dirigencia a cargo de las autoridades del Ferrocarril Roca desde Buenos Aires. La misma a su vez contaba con una delegación regional de la superintendencia seccional de tráfico en Puerto Madryn que comandaba a los ramales Central del Chubut, de Comodoro Rivadavia y de Puerto Deseado. En tanto, las otras líneas del Ferrocarril Patagónico quedaron bajo la órbita de San Antonio Oeste que agrupaba bajo su control a la Línea Económica a Esquel, la Línea Económica al Valle del Río Negro y el ramal Viedma - Bariloche.
De este modo, los años sesenta encontraron a un ferrocarril completamente en crisis con caídas estrepitosas en sus servicios de cargas y pasajeros. Si bien la línea estuvo plagada de rumores de cierres, fue confirmado que antes de 1960 estaban listo los estudios que recomendaban el abandono de este ramal junto con líneas vecinas como Ferrocarril Central del Chubut, Línea Económica al Valle del Río Negro, el ferrocarril de Comodoro y La Trochita entre otros. Tras la implementación del plan Larkin en 1961; la primera ola de cierres alcanzó al ferrocarril al Valle del Río Negro entre varios ramales clausurados. Los gremios de los ferrocarriles locales respondieron con una larga jornada de protesta pacífica; que cuando finalizó logró detener los cierres. Sin embargo, el gobierno nacional respondió clausurando al Ferrocarril del Chubut. La clausura fue sorpresiva y se dio cuando al pretender regresar a sus puestos, los trabajadores se encontraron con la clausura definitiva del ramal 30 de octubre de 1961. Gracias a la férrea resistencia gremial, las demás líneas sobrevivieron un tiempo más. Sin embargo, el estado a partir de este plan decidió la desinversión condenando a las líneas al sur de Viedma a ser obsoletas en los sucesivos años.

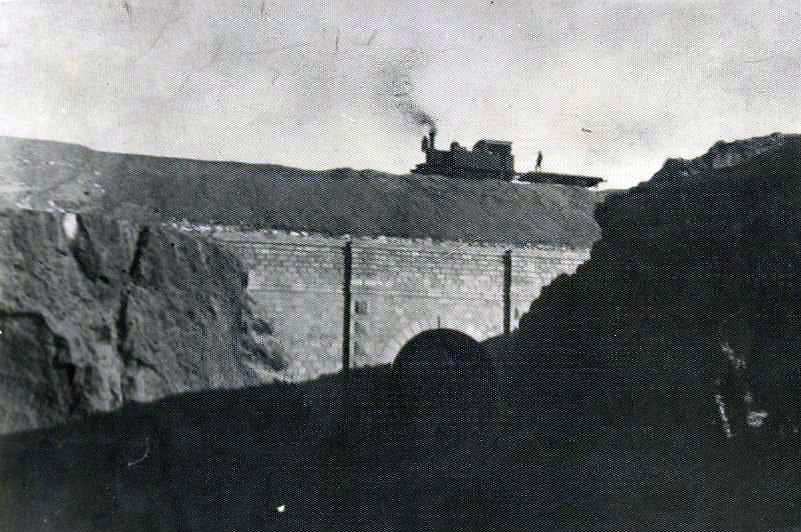
El mítico puente ferroviario sobre el cañadón Quitapenas en Puerto Deseado.

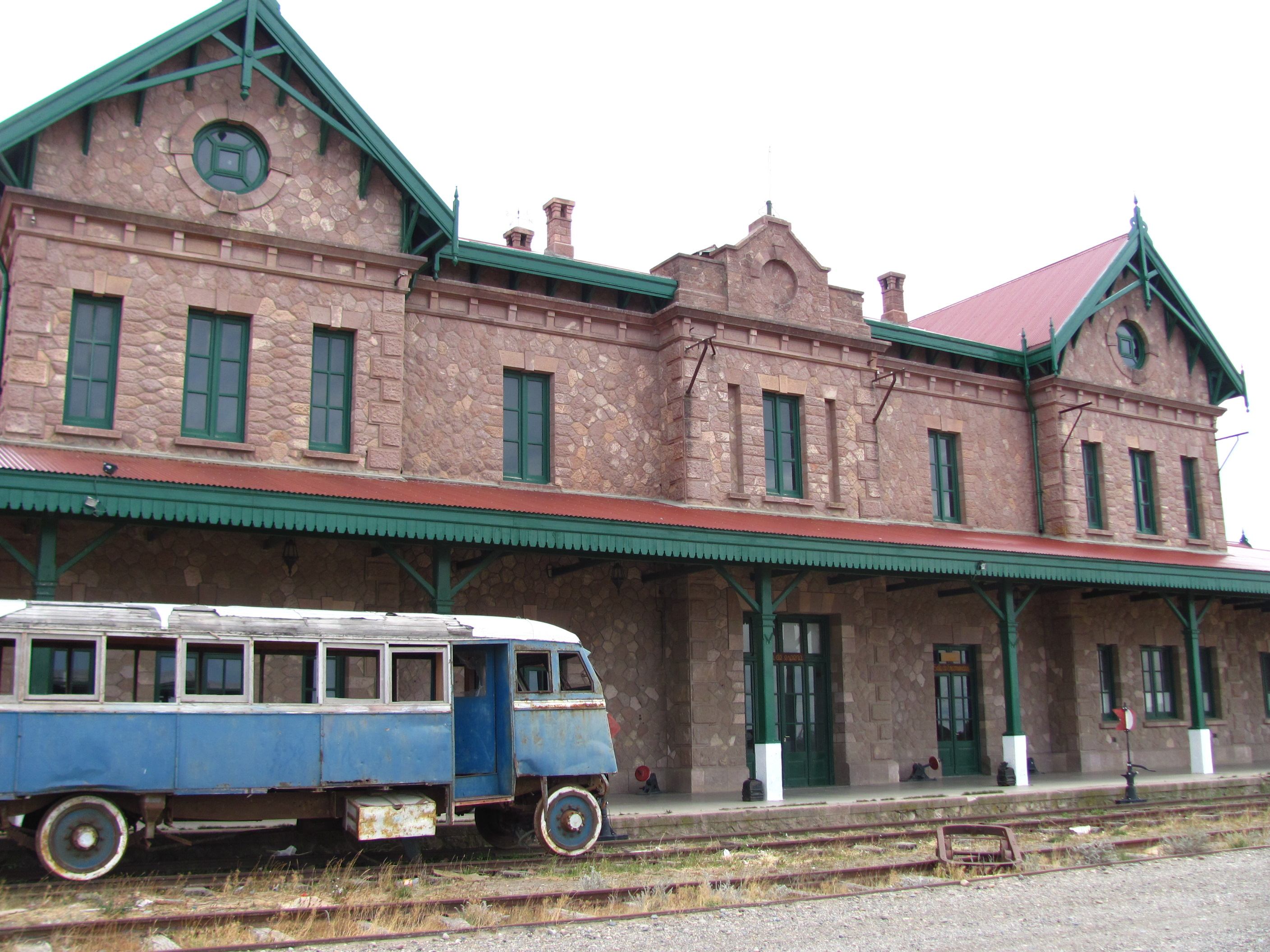
Vista de los andenes de la estación Puerto Deseado, que exhibía un antiguo ferrobús de madera antes de la remoción de las vías.

### Últimos años
Tan cinco años antes de la clausura, este ferrocarril fue inmortalizado en la película La Patagonia rebelde. En ella se retrató una recreación de los años 20; pero con gran parte de la infraestructura original con la que se cerró la línea, ya que nunca recibió inversiones significativas. Las estaciones de Deseado, Jaramillo y Tehuelches fueron filmadas para la posteridad. Es un gran registro histórico de la estación Tehuelches y el material rodante que hoy se encuentran ya desaparecidos.
De los miles de toneladas de lana que se fletaron por su puerto; el ferrocarril tuvo como su tarea más significaba el traslado de las tuberías durante la construcción del gasoducto General San Martín por el territorio patagónico, desde 1965, y luego en 1973.
De este modo, el ferrocarril solo se mantuvo quizás por motivos políticos pasajeros. La languidez del ferrocarril pasó sus últimos años explotando los servicios de pasajeros por dos coches motores Drewry, y los viajes de carga a tracción a vapor que solamente se ejecutaban uno o dos días cada mes. El único salvamento posible era la construcción del FC Trans Patagónico, proyectado desde hace muchos años, hacia el sur desde San Antonio.

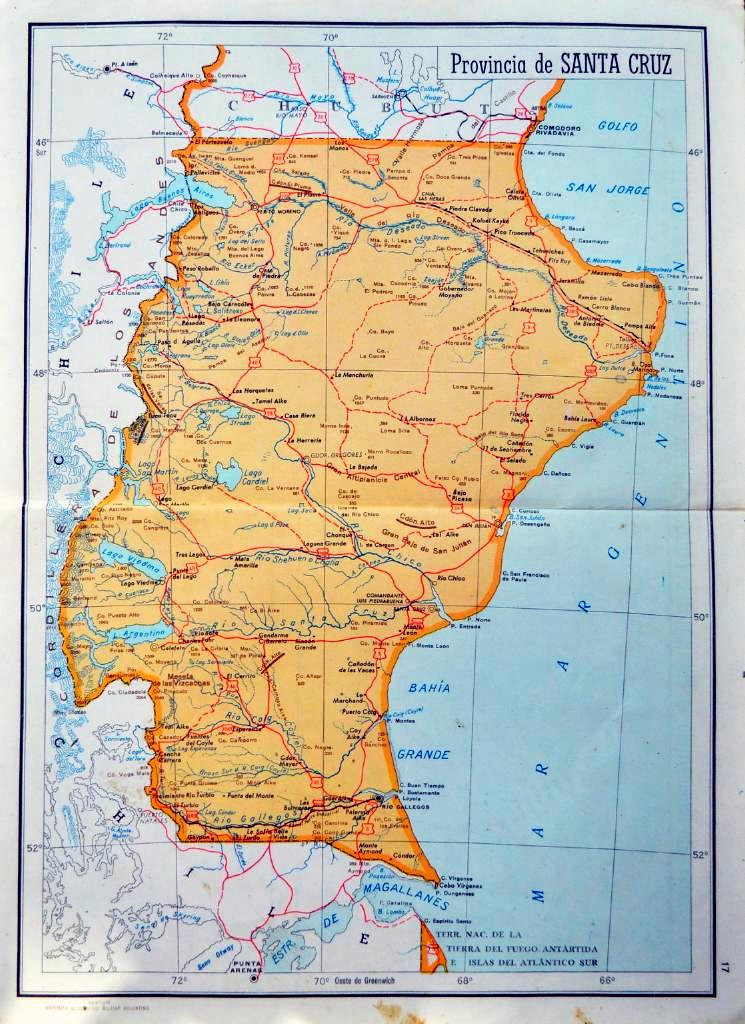
La red ferroviaria que detentó la provincia en año 1962 con sus dos ferrocarriles en el norte y sur.

### Clausura de 1978
Por medio del decreto 3599, del 30 de noviembre de 1977 se concretó la clausura 984 km de la red ferroviaria por ser deficitarios, bajo tráfico, mal estado y escasas posibilidades de recuperación. La medida ordenaba el levantamiento de vías e instalaciones y exceptuaba alguna zonas por estudios que se estaban ejecutando. Como resultado el ferrocarril solo se ordenó clausurar el tramo comprendido entre Puerto Deseado y Las Heras para cargas o pasajeros y el tramo de Diadema y Sarmiento en el ferrocarril vecino de Comodoro. Por esta razón, sus instalaciones quedaron intactas por estos estudios sobreviviendo las vías, estaciones y demás infraestructura casi intacta una vez concretada la clausura total de los últimos servicios que aun hacia el ferrocarril el 15 de enero de 1978 con la resolución P.N 2101/77 de Ferrocarriles Argentinos ordenaba el cierre definitivo de últimos servicios que el ferrocarril prestaba.
Sin embargo, para entender el porque del fin del ferrocarril se debe ver la frustrada prolongación e interconexión con otros ramales patagónicos, que le habría proporcionado la rentabilidad económica que perdió en los últimos años. La administración ineficaz nacional que manejó con despreocupación, quienes carecieron de políticas adecuadas para mejorar la situación y cuando tomaron alguna decisión fue perjudicial. Otro factor fue el progreso y los cambios acelerados producidos por el transporte automotor y la construcción de buenos caminos compitiendo al costado de las vías, los cuales agilizaron el traslado de personas, mercaderías, la producción lanera, y la extracción de ovinos que terminaron destinados al frigorífico de Comodoro Rivadavia, fueron las principales causas que declinara la utilidad de esta línea ferroviaria.
Para sepultar toda esperanza de reapertura en diciembre de 1980, inició el desguace de material rodante. El mismo se hizo mediante un negociado: Videla le donó el ferrocarril a su esposa, esta a los salesianos y ellos lo vendieron a los chatarreros gitanos. Casi todo fue a desguace. Aproximadamente más de 100 coches, vagones y locomotoras fueron destrozadas a soplete para ir sacando los metales más preciados. Los chatarreros acordaban con quienes debieron hacer los trámites.Su desguace fue brutal y de pocas horas según la memoria de los ferroviarios. Casi todos los vagones, talleres y locomotoras fueron vendidos a desarmaderos o desguazados hacia 1981, aunque gracias a vecinos de algunas localidades algunas de esas reliquias pudieron ser conservadas. Pese a la rapidez del desmantelamiento, las vías quedan casi intactas deterioradas solo por el tiempo, contrario a lo ocurrido en la línea Comodoro Rivadavia a Sarmiento cuyo levantamiento casi fue total a los años de ocurrir el cierre.

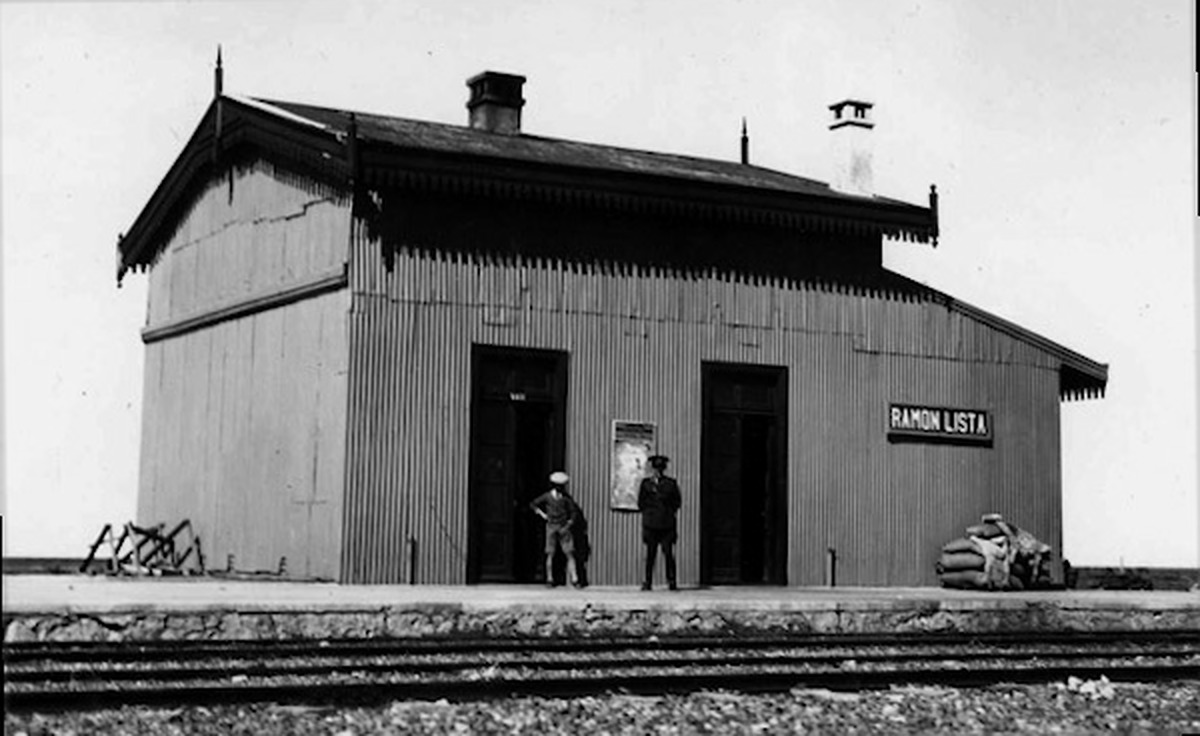
El edificio de la estación Ramón Lista en el comienzo de los años 30. Luego del cierre del ramal fue robada por particulares y sufrió el destino de las estaciones Ramón Lista, Pampa Alta, Tehuelches, Minerales y Cerro Blanco.

Las indemnizaciones rondaron en ese momento los $17.000.000 por persona, pero era poco en ese momento económico. Fueron pagados en cuotas y finalmente algunos debieron arreglar con por una vivienda.
A pesar del intento del estado de hacerlo desaparecer para siempre, este medio de transporte contribuyó al desarrollo de localidades en torno al ferrocarril, consolidó la acción portuaria de Deseado e hizo surgir Pico Truncado, aseguró el crecimiento de Las Heras y tres pueblos: Fitz Roy, Jaramillo y Koluel Kaike.
Su final dejó una profunda marca al momento de su cierre, con pueblos o caseríos, rieles y estaciones abandonados. Además, llegó a tener 850 agentes, por lo que la desocupación fue otra herida para esta zona.

### Después del cierre
En 1980 una cruzada de seis ferroviarios que se interpusieron con sus autos para que no se lleven el último vagón. La iniciativa heroica logró el recupero y posteriormente restaurarlo para su exhibición en la plaza céntrica de Puerto Deseado. El mismo, según dicen, habría sido utilizado por el coronel Héctor Varela durante las huelgas y manifestaciones de los peones rurales en los sucesos de la Patagonia Rebelde.
Ante la ola de privatizaciones de 1992 que afectó a los trenes del norte del país la Fundación Instituto Argentino de Ferrocarriles envió notas a todos los gobiernos provinciales ofreciendo sus servicios para mantener funcionando ramales en el territorio de las provincias que lo consideren oportuno. Santa Cruz responde y se propone la reactivación de este ferrocarril con el objetivo crear un corredor bioceánico entre Puerto Deseado y Puerto Chacabuco. El gran estado de conservación de la estación y de las vías para 1992 hacía anhelar el resurgimiento.
En 1994 la FIAF culminó los estudios que demostraron la factibilidad de reactivar este ramal y la Secretaría de la Producción, a cargo de Marta Delucchi, se encargó de gestionar –ante el ONABE- la transferencia de las instalaciones del ramal a la provincia. En 1999 vecinos crean en Puerto Deseado la Asociación Amigos del Ferrocarril pro tren. Para 2002 el trabajo conjunto de la Secretaría de la Producción y la Asociación logró que la provincia cuente con tres locomotoras diésel, dos locotractores (o locomotoras de maniobra), cuatro coches de pasajeros y una locomotora a vapor (esta última para afectar al tren turístico). A mediados de 2007 el Gobierno nacional llamó a licitación para reactivar el ramal.
En 2009 el Correo Argentino emitió estampillas por los 100 años del ramal ferroviario. El diseño incluyó el recorrido del ramal con sus estaciones, la fachada del edificio de la estación Puerto Deseado y una locomotora de vapor sobre una vía con nieve y personal ferroviario de los años 1930.

### Proyecto del ferrocarril Transpatagónico
A fines de 2015, con el gobierno saliente, este tema volvió a reflotarse. Esta vez una comitiva viajó a China y mantuvo un encuentro con la empresa CMEC. Se firmó un acta de entendimiento para que la compañía realice un proyecto de ingeniería y el presupuesto de la mega obra que uniría Neuquén, Río Negro, Chubut y Santa Cruz. El Transpatagónico estaría pensado en una primera etapa como ferrocarril de cargas. Su costo superaría los 2000 millones de dólares. Se firmó el convenio con la empresa estatal china Machinery Engineering Corporation firmado por la presidenta Cristina Kirchner. Los trabajos previstos para la primera etapa del proyecto, incluyeron las áreas de ingeniería; adquisición de equipos y materiales; construcción de obras civiles y estudio de demanda y potencialidad comercial. El anuncio generó expectativa en el sector minero que vieron la obra como una oportunidad de desarrollo en el sector de la minería por bajos costos del transporte ferroviario.

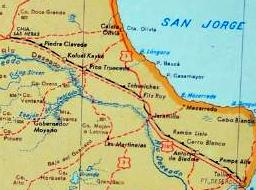
Mapa de los puntos más relevantes del ferrocarril en 1962.

Solo se pudo concretar un convenio de la Secretaría de Transportes de la Nación que autoriza a las provincias de la Pampa, Río Negro, Neuquén, Chubut, Santa Cruz y Tierra del Fuego a gestionar ante organismos internacionales, nacionales y locales acuerdos que hagan posible la realización de los Ferrocarriles Trasandino y Transpatagónico. Además, se pudo confeccionar un memorándum de entendimiento para el proyecto del Tren Transpatagónico. El mismo fue firmado en septiembre de 2015 en Pekín con la empresa estatal China Machinery Engineering Corporation, mediante el entonces Secretario de Transporte de la Nación, Alejandro Ramos.
Para 2016 se conoció que fue tratado en la Comisión de Transporte de la Cámara de Diputados el proyecto de resolución sobre la construcción de este ferrocarril. Hasta fue conocido como sería el trazado a través de las provincias patagónicas.
En 2017 se anunció el Plan Patagonia a cargo del ejecutivo nacional. El mismo contiene obras fundamentales para la región. Sin embargo, no se incluyó el tan esperado ferrocarril o el corredor bioceánico, lo que motivó el reclamo de los gobernadores. En mayo el entonces gobernador de Chubut reclamó al ejecutivo por el transpatagónico. Según afirmó es obra de infraestructura fuerte y un proyecto que data desde 1995
También, se llegó a peticionar la obra ante el exministro del interior Rogelio Frigerio que gestione la obra para que sea ejecutada por China. La obra no prosperó y durante le gobierno del Frente de Todos no fue mencionada.
Actualmente, este ferrocarril es visto como prioridad para el incentivo de las economías regionales. No obstante, el ramal permanece sin servicios comerciales de pasajeros o carga desde el momento del cierre hasta la actualidad, a pesar de haberse hecho numerosas promesas de reactivación a lo largo de los años, aunque sí se hacen tareas de mantenimiento regular empleando un ferrocar.

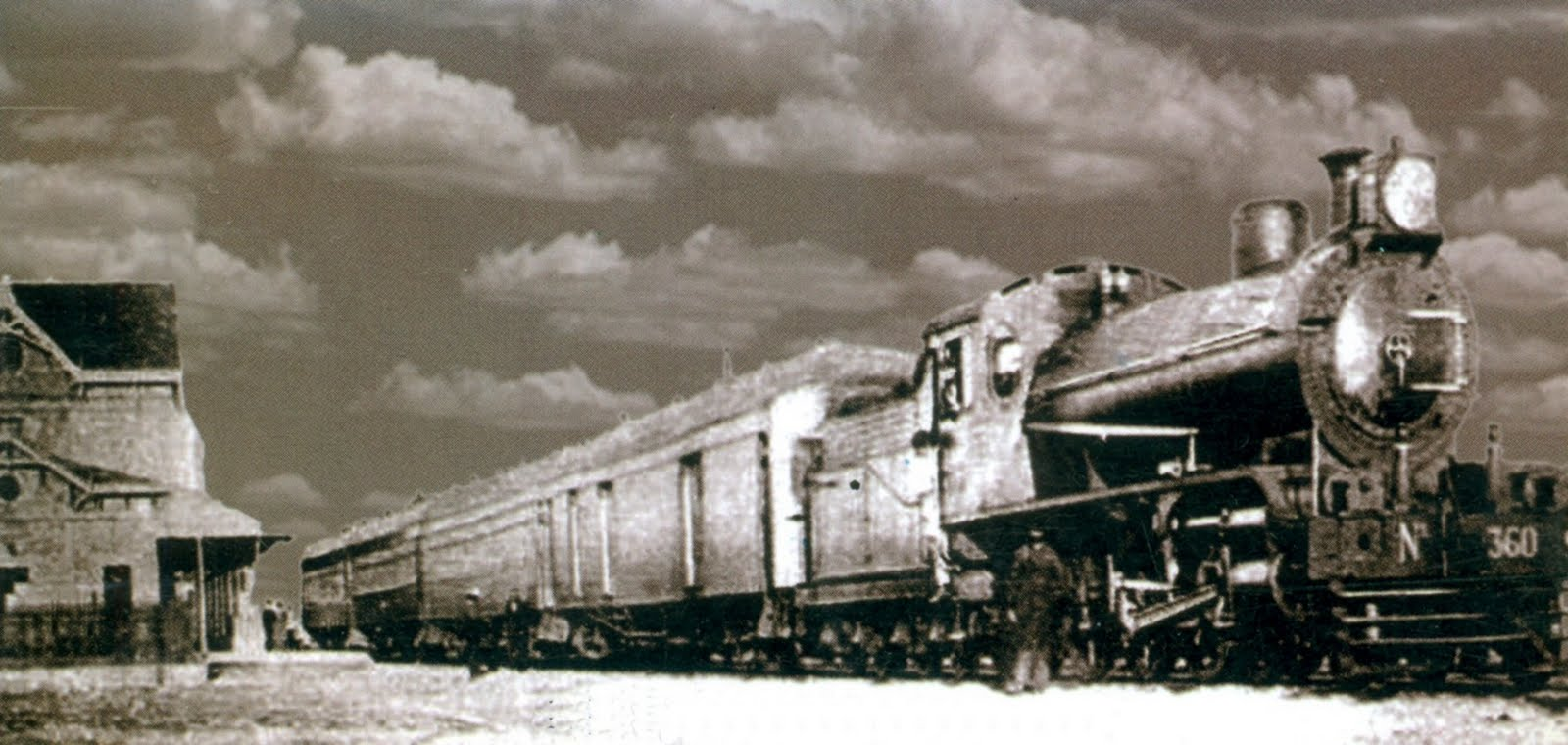
Formación mixta en el andén de la estación.

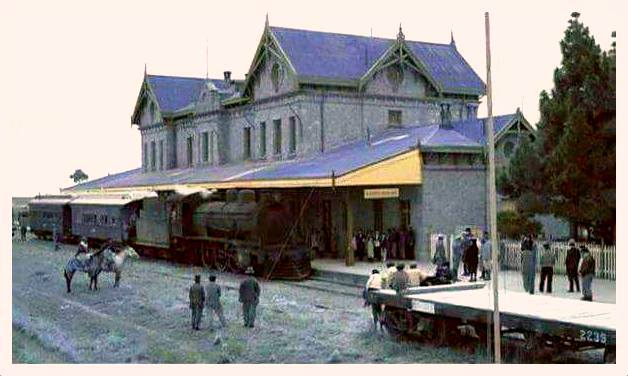
La estación Puerto Deseado en medio del rodaje de la película en 1973. Para ese año la estación se presentaba en buenas condiciones y sería uno de los últimos testimonios del ferrocarril.

### Reactivación fraudulenta
El 8 de julio de 2008, en un acto realizado en la Casa Rosada por Cristina Fernández de Kirchner, la Secretaría de Transporte, a cargo de Ricardo Jaime y dependiente del Ministerio de Planificación de Julio De Vido, adjudicó el reacondicionamiento y rehabilitación del tren patagónico. Ese mismo día, la entonces presidenta encabezó en Casa de Gobierno el acto de adjudicación de obras. Se prometió una inversión de más de 8 millones de pesos. Se informó que la empresa debía finalizar las el trabajo en 6 meses. se adjudicó la obra a la UTE conformada por las empresas Herso-Sonis con el objetivo de reacondicionar y rehabilitar el ramal Puerto Deseado-Colonia Las Heras para servicios de carga y pasajeros. Las obras durarían seis meses y tendrían un costo de más de ocho millones de pesos argentinos. El 14 de julio de 2008, en Puerto Deseado, se creó el Consorcio de Cooperación Ferrocarril Deseado (CCFD).
La obra tuvo un inicio turbio con el compromiso de que la empresa debía finalizar las el trabajo en tan solo 6 meses. Sin embargo, en el apuro por facturar los $ 8.321.629,00 por el tramo Deseado-Las Heras, no se había previsto que si las vías no llegaban al puerto, de nada servía la reactivación del ramal, ya que esa terminal es fundamental para la salida de cualquier tipo de producción y de allí embarcarla hacia Chile y/o distintos puntos del mundo, por barco. Esto demuestra que el ramal al Muelle estaba truncado o levantado en diferentes puntos y no podía ser utilizado. Precisamente, la cancha de futbol del club Ferrocarriles del Estado estaba exactamente ubicada en medio del trayecto entre la denominada progresiva Km 5000 y el puerto de Puerto Deseado. La argumentación para subsanar el error fue:

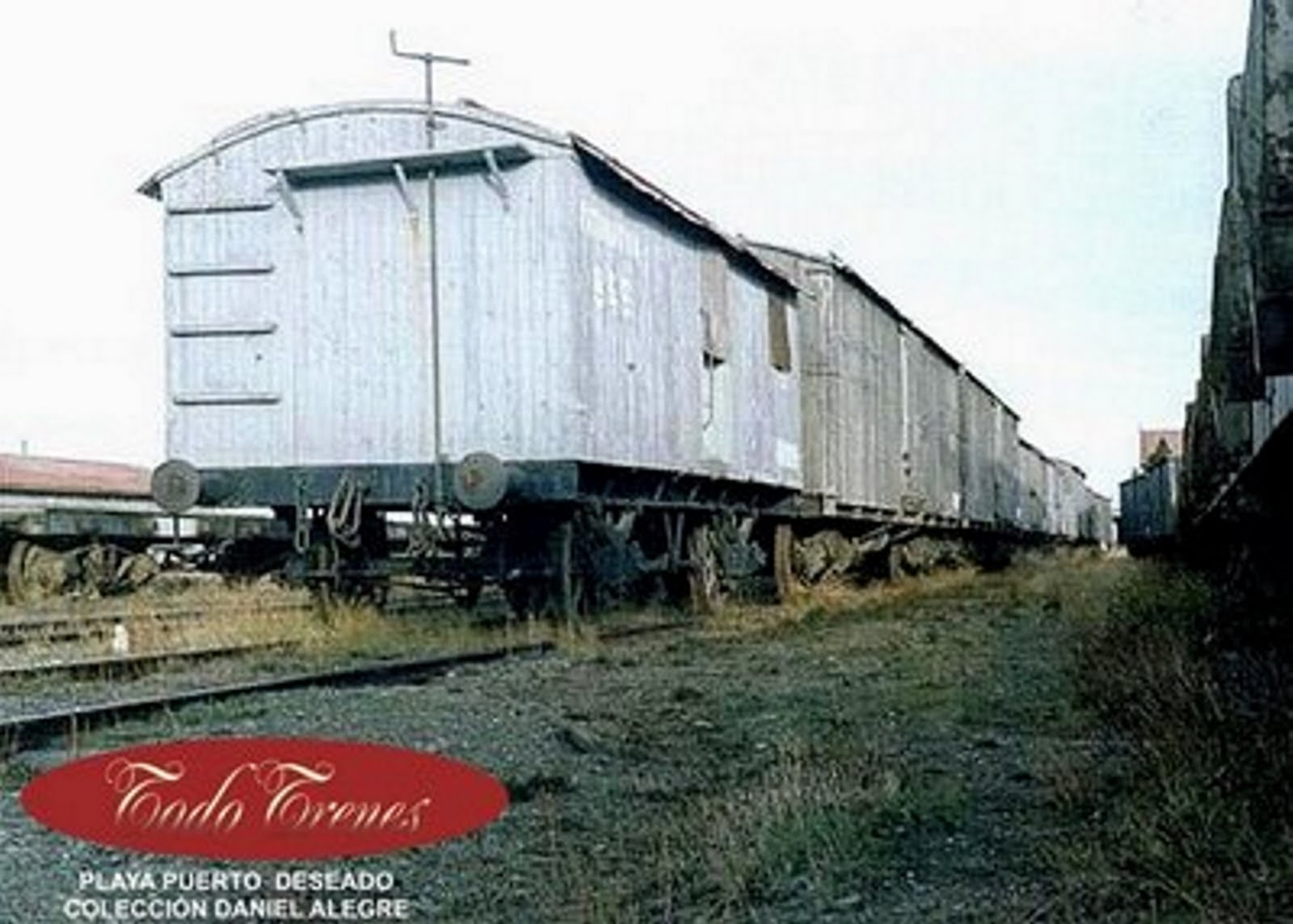
La playa de maniobras de la estación ocupada por gran cantidad de vagones en sus últimos años de actividad.

“Se entiende que los trabajos resultan acordes con el objeto de la rehabilitación del tráfico ferroviario del ramal Puerto Deseado-Colonia Las Heras y a los efectos pertinentes, los contratistas Herso SA-Luis Carlos Zonis SA, han presentado un proyecto técnico Ejecutivo para la traza “kilómetro 5 al kilómetro 00. Este se sitúa aproximadamente en la intersección de la vía férrea con la calle Patagonia, en proximidad del Frigorífico CARSA y de este sitio al kilómetro 1,600 de vías al puerto, presentando además, la propuesta de los trabajos correspondientes al Paso a Nivel en la intersección de la vía progresiva Km 125, con la ruta nacional Nº 3 y la ampliación del plazo de obra que se establece en 22 meses a partir del día 06 de mayo de 2009”.

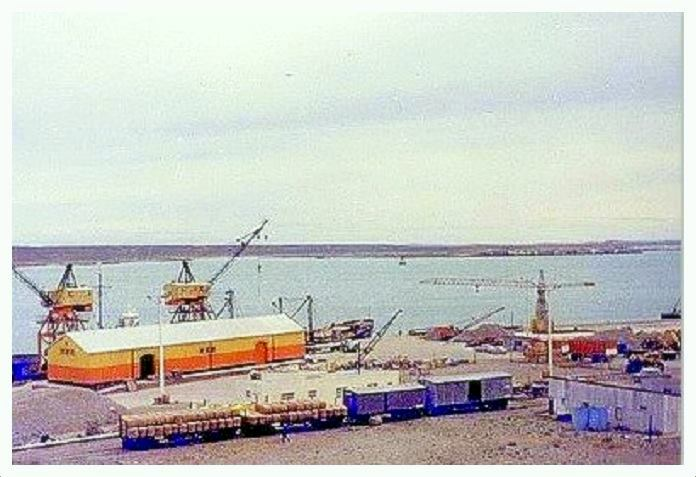
Una de las pocas imágenes a color del ferrocarril que retrata al apeadero del Muelle y el ramal antes de culminar en la zona portuaria a pocos metros.

A pesar de haberse confirmado los pasos legales las obras no iniciaron sino hasta 2009. La encargada de la obra fue la UTE conformada por las firmas Herso S.A. y Zonys S:A, con un plazo de 6 meses para la realización de la obra y un presupuesto oficial de $ 8.321.619. Las obras que se debieron efectuar debieron ser: limpiar y desobstruir las vías; completar y perfilar el balasto; completar y reemplazar durmientes; reemplazar los rieles de corrida, normalizar las torceduras de vías y desplazamiento de los rieles; realizar los ajustes necesarios en los aparatos de vías; llevar a cabo las intervenciones necesarias en las obras de arte; y completar la señalización de los cruces públicos y los cerramientos perimetrales. Las obras no se concretaron en tiempo y forma.
Desde 2010 se dio a conocer el fuerte avance de tomas de tierras que los habitantes de Las Heras y ocuparon ilegalmente con apoyo del municipio local; hecho que dificulta la reactivación de la línea. Pese a que las obras tenían escaso avance una resolución de la secretaría de transporte (la 147/2010) modificó la obra y aprobó un aumento en los costos que pasaron de los 8 millones de 2008 a 17 millones de pesos en 2010. También, se ampliaron los plazos a 22 meses. Así la obra debía finalizar marzo de 2011.  
Para mayo de 2011 se conoció el anunció que este ferrocarril sería parte de un ramal ferroviario bioceánico y que el gran propósito era unir Puerto Deseado con la localidad chilena de Puerto Chacabuco. Se aseguró que los últimos 5 km de vías al puerto estaban siendo reacondicionados y hasta se vaticinó que en septiembre se recibirían las locomotoras para el ramal que nunca llegaron.
El 18 de noviembre de 2012 se conocía que el tramo de Deseado estaba despejado, reparado y su galpón de locomotoras reacondicionado.
El 24 de enero de 2013 un acuerdo entre el ministro Gilmatin junto al director provincial de ferrocarriles acordó la reapertura del ferrocarril. Este acuerdo contempla el reacondicionamiento, recambio y remodelaciones de todas las instalaciones en estado de abandonó en el tramo Deseado - Tellier. Esto se debe a la necesidad de poseer un tren binacional que una Deseado con Puerto Chacabuco en Chile. El Gobierno aludió a la dificultad de la infraestructura obsoleta que incluye durmientes relajados y rieles corroídos. También, se dio a conocer que se consiguieron 10 000 durmientes y 40 000 m de rieles, concluyendo la segunda etapa de la recuperación del ramal. Por último, el funcionario mencionó que la tercera etapa sería trasladar las 2700 toneladas de material hacia el ramal, problema que fue solucionado por el ministerio nacional de transporte, con el aporte de 120 camiones.
Para agostó se logró poner en vía una zorra que unió los primeros kilómetros de este ramal desde aquel 1978 cuando dejaron de circular los trenes.
El 7 de octubre de 2013 el gobernador Daniel Peralta recorrió las vías en una zorra ferroviaria el tramo que une Tellier con Puerto Deseado.
En 2014 alumnos de la universidad católico finalizaron la colocación de durmientes y vías frente a la exestación de Deseado.
La tan esperada reactivación del ramal tuvo usó político en las campañas a la gobernación de Alicia Kirchner y la campaña presidencial de Scioli para seducir votantes. De este modo el 5 de octubre de 2015 en el final del mandato de la presidenta Cristina Fernández se inauguró la obra de este ramal vía cadena nacional. El acto se hizo por videoconferencia y en Deseado se hicieron presentes el ministro del Interior y Transporte de la Nación, Florencio Randazzo, junto a la ministra de Desarrollo Social y entonces candidata a gobernadora Alicia Kirchner acompañados por Máximo Kirchner. Randazzo aseguró en ese mismo acto, que este ferrocarril era «un pilar fundamental» para la logística vinculada a la industria petrolera de la provincia. El acto fue muy emotivo ya que también estaban presentes los maquinistas y guardas del ex ferrocarril. Las obras a ejecutan serían:
- Renovación completa de más de 10.000 m de vías.
- Renovación de 1800 durmientes.
- Cambio de 10.000 Fijaciones “tirafondo”.
- Recuperación del terraplén en 15 puntos de la traza.
- Recuperación del galpón ferroviario en la estación Puerto Deseado.
- Renovación de 4 Pasos a Nivel en Puerto Deseado: Calle Moreno, Colón, Almirante Brown y Belgrano.
- Reconstrucción de 2 Pasos a Nivel sobre RN 3 y RP 43.
- Construcción de dos playas para camiones, una en Puerto Deseado y otra en Las Heras.
- Contención de 100 m de terraplén en Puerto Deseado.
- Mantenimiento de alcantarillas y desagües.
- La ejecución de la primera etapa de la obra permitirá que en 2 meses el tren comience a circular.
- Se trabajará en Tres frentes simultáneos de obra en Las Heras, Pico Truncado y Puerto Deseado.

Mientras que las estaciones a recuperar y que tendrían papel principal en esta nueva etapa serían:
- Las Heras.
- Piedra Clavada.
- Koluel Kayke.
- Pico Truncado.
- Minerales.
- Fitz Roy.
- Jaramillo.
- Tellier.
- Puerto Deseado

Las estaciones elegidas son parajes como Piedra Clavada, ciudades como Truncado y Las Heras y pueblos como las restantes, a excepción de Minerales que no tiene habitante alguno. Se dejaron de lado y en desuso las estaciones sin poblaciones, a excepción de Minerales, en desmedro de su importancia histórica:
- Km 8.
- Pampa Alta.
- Antonio de Biedma.
- Cerro Blanco.
- Ramón Lista.
- Tehuelches.

Además, Randazzo aseguró que en 90 días se iban a realizar importantes obras de renovación de las vías para que el servicio llegue a Las Heras. El entonces funcionario dijo que se iba avanzar en renovación de vías, cambio de durmientes y mejoras en sus estaciones. A pesar de la gran expectativa y del anuncio de una inversión de 92 millones de pesos que en 90 días iba a volver a completar su recorrido con cargas; no se vio funcionamiento alguno del ferrocarril.
Las reparaciones permitieron que una dresina pudiera circular por las vías del tramo Deseado - Tellier. El viaje estuvo a cargo de la asociación 20 de Septiembre y en 2013 transportó en sus recorridos al entonces gobernador Daniel Peralta.
En 2016 se anunciaba que el museo de la estación abre de 9 a 12 y de 16 a 19. Además, por la tarde también se realizaba un paseo en zorra hacia Tellier que tuvo un valor de $50. Los viajes se ejecutaban para los sábados y fueron promocionados por la página municipal. Notoriamente, solo se llegó a solicitar la compra de algún artículo de la asociación ferroviaria para poder pasear en el vehículo ferroviario. El viaje dejó de ser anunciado por la asociación y la municipalidad desde entonces. Esto sugeriría su suspensión.
También, en 2016 los trabajos de refacción finalizados en 2015 permitieron que una zorra comience a circular entre Truncado y Las Heras.
La vuelta fue solo simbólica. La misma se vio limitada porque se tuvo que denunciar en la justicia local a un comerciante por haber tomado posesión de tierras propiedad del ferrocarril de manera indebida. Los denunciantes señalaron que todo lo que concierne a la línea ferroviaria son patrimonio histórico de la ciudadanía. Para esta denuncia se aludió que las tierras eran propiedad de Ferrocarriles Argentinos y se cedieron a la Provincia. No hay traspasos a los municipios ni comodatos en vigencia. A pesar de esto o varios particulares negociaron las tierras con intendentes corruptos. La causa quedó en manos del juez Quelín, sin saber aun la resolución.
El 6 de agosto de 2017 se conoció que se iba a denunciar a la expresidente por obras no cumplidas en este ramal. Pese que se ejecutó el presupuesto de casi 10.0000.000 y tuvo 3 anuncios de ejecución con una inauguración presidencial en 2015 se inauguró formalmente. Sin embargo, el ferrocarril nunca retomó sus servicios o se le transfirió material rodante. 
El 5 de noviembre se conoció más detalle de la denuncia. Implica a Cristina Fernández, Julio De Vido y Ricardo Jaime. La misma tiene el apodo «tren fantasma». La entonces diputada Margarita Stolbizer presentó en la justicia federal una denuncia por presunta malversación de caudales públicos e incumplimiento de los deberes de funcionario público. Stolbizer y su abogada Silvina Martínez aseguran en la denuncia que el estado argentino fue defraudado en más de 9 millones de dólares.
También, en 2017 se apuntó como culpables del fraude del ferrocarril a: Cristina Fernández de Kirchner, Florencio Randazzo, Alicia Kirchner, Pablo González (vicegobernador), Luis Ampuero (intendente de Puerto Deseado), Máximo Kirchner y Teodoro Camino (intendente de Las Heras). Las obras que se ejecutaron fueron: trabajos para realizar:
- Extensión de 1675 m de vías entre el kilómetro 5 (estación Puerto Deseado) al kilómetro 0 (Puerto de Puerto Deseado): incluía lo siguiente: 3350 metros de rieles nuevos, 2500 durmientes nuevos, 11 000 tirafondos nuevos con una erogación de $2 713 500,00 para la ejecución de las vías a razón de $ 810,00 el metro. Se facturó la suma de $ 4.458.359,86 en concepto de mano de obra descrita: $ 1.114.050,00 para la colocación de 2500 durmientes a razón de $ 445,62 cada uno; $ 61.270,00 para la colocación de fijaciones en las vías de los durmientes (los 11 000 tirafondos presupuestados); $47 056,50 para el destape de las vías y $522 473,36 para el refuerzo del terraplén con un movimiento de material de 16 312 m3. Los materiales para este tramo insumieron $603 500,00 en los 2500 durmientes, a razón de $241,40 c/u y $61 600,00 para los 11 000 tirafondos a razón de $5,60 c/u. Otros $2 898 181,26 se afectaron para la provisión de materiales y mano de obra en el siguiente detalle del contrato: Ítems 6 “Ajuste de vías” 17 unidades $349 149,00; Ítems 7 alambrado 5 hilos, 8500 metros lineales $765 000,00; Ítems 8 Normalización de Paso a Nivel, 11 unidades, $1 694 000,00; Ítems 9 alcantarilla dos tubos, por $90 052,26.
- Trabajos y materiales previstos para el tendido de las vías desde el kilómetro 5 hasta Las Heras: Desvío, clausura y movimiento de suelos $139 156,13; rotura de pavimento, desarme de vías rebaje y traslado de lo producido $55 902,45; armado de vías y nivelación $97 829,29; montaje de armado y hormigoneado $ 125.780,52; un guardaganado $ 42.329,43; desagüe $ 11.042,43.[69]

Para marzo de 2022 la única noticia que se tuvo del ramal fue el robo de vías y durmientes en Puerto Deseado. El hecho se produjo en inmediaciones del cementerio de la localidad, sitio que por estar alejado no dejó testigos. Para producir el ilícito se utilizó una amoladora. Los vecinos por redes sociales hicieron sátiras y humor del hecho delictivo.

### Obras de recuperación de UCA
Las obras de renovación de la vía de la UTE Herso-Sonis se interrumpieron antes de comenzada la llegada del nuevo material de vía. Esto generó que la Estación quedara aislada de la vía principal y los galpones, puesto que el grueso de las vías fue removida de la playa de maniobras frente a la Estación y no fueron repuestas. Ante esta situación, las nuevas autoridades de la Dirección de Transporte Ferroviario de Santa Cruz tomaron la iniciativa para intentar salvar el patrimonio en riesgo. Por ello, se solicitó al Programa de Investigación Geográfico Político Patagónico (PIGPP) de la Universidad Católica Argentina (UCA) que desarrollara con profesores y alumnos de Ingeniería Civil un plan de reposición de la vía para permitir que la vía principal llegara nuevamente a la Estación Puerto Deseado. El objetivo fue mantener la traza operativa ante el peligro de ocupación de los terrenos, y frente a la paralización indefinida de las obras nacionales de renovación del ramal por la partida de la UTE adjudicataria de la ciudad.
En 2013 la Dirección adquirió un Ferrocar que fue restaurado en los propios galpones del ferrocarril en Puerto Deseado, y que se utiliza para realizar tareas de mantenimiento y despeje de la traza, entre las que se cuentan la reparación de pasos a nivel, revisado de la vía y desmalezado, entre otras.
Los trabajos se llevaron a cabo entre el 7 y 17 de agosto de 2014con colaboración de la Municipalidad de Puerto Deseado, la Administración General de Vialidad Provincial, la Administración Portuaria y empresas locales y culminaron con el regreso de un vehículo ferroviario a la Estación por primera vez desde 1978, volviendo a unir la cabecera con la vía troncal. Esto se llevó a cabo trasladando parte de la vía muerta de los desvíos para reconstruir los 800 faltantes de la vía principal. Gracias a esto, en el transcurso de 2014 se posibilitó la operación de zorras para el traslado turístico.
El hecho fue celebrado por la Asociación 20 de Septiembre, que gestiona el Museo Ferroviario, y se organizó una fiesta inaugural de la que participaron autoridades locales encabezadas por el intendente Luis Ampuero.
Paralelamente, los alumnos de la UCA trabajaron en un proyecto ferroviario turístico para la localidad que fue declarado de interés de la Cámara de Diputados de la Nación.

### Administración y objetivos
El nuevo ferrocarril sería rebautizado Ferrocarril Deseado y con un consorcio de cooperación Ferrocarril Deseado, organización conformada por los intendentes de las ciudades por donde pasa el ramal (Puerto Deseado, Pico Truncado y Las Heras); los comisionados de fomento de Fitz Roy-Jaramillo y Koluel Kaike; el Instituto Argentino de FFCC y la Asociación Amigos del Ferrocarril Deseado.
Cabe destacar que es el segundo consorcio ferroviario a nivel nacional y en su primera etapa la presidencia recayó en la figura del intendente de Puerto Deseado, Luis Ampuero. Sus objetivos:
- Puesta en marcha, administración y explotación del ramal
- Reparación el material rodante
- Gestionar la ampliación del ramal hasta Perito Moreno, Los Antiguos, al puerto Caleta Paula, extensión al yacimiento petrolero Los Perales y la posibilidad de habilitar un corredor ferroviario bioceánico.[76]

### Nuevo intento de reapertura
En octubre de 2024 el gobernador Claudio Vidal anticipó que trabaja en el proyecto de recuperación del ferrocarril. El político aseguró que el tren cubriría los 285 kilómetros de recorrido y volvería a pasar por las estaciones Las Heras, Piedra Clavada, Koluel Kayke, Pico Truncado, Minerales, Fitz Roy, Jaramillo, Tellier y Puerto Deseado. Esto hace pensar también una posible reconstrucción de las estaciones Las Heras, Pico Truncado y Minerales. Además aunque no fueron mencionadas, un mapa del tendido del ferrocarril también incluyeron a las desaparecidas estaciones de Cerro Blanco y Antonio de Biedma. Por otro lado, se confirmó que el nuevo ferrocarril estará orientado al turismo con parque temáticos y al transporte de cargas. En cuanto al transporte, servirá a la industria petrolera para bajar los costos de flete para el transporte de insumos fundamentales para la explotación de nuevos pozos petroleros, como tubos sin costura y varillas. De este modo, por el rápido acceso al puerto de aguas profundas y la conectividad ferroviaria volvería a dinamizar la actividad portuaria de Deseado.
El 14 de noviembre se informó que la provincia suscribió un acuerdo con el interventor de YCRT Pablo Gordillo Arriagada. El mismo estableció que YCRT proporcionará su experiencia en transporte ferroviario, por medio de especialistas que pertenecen a la Escuela Técnica, aportando personal especializado en vías y obra, mantenimiento de locomotoras, operación y capacitación. Por su parte, la provincia será el responsable de coordinar los trabajos y supervisar los avances de obra.
Para febrero de 2025 se supo que en una primera etapa se realizará un relevamiento detallado que incluye: estado de las vías, terraplenes y durmientes en el tramo comprendido entre Puerto Deseado y Las Heras. Una vez concluido el estudio y en base a los resultados, se ejecutarán obras de mejoramiento para garantizar su operatividad. Además, se declaró que la reconstrucción del ramal permitirá fortalecer el transporte de cargas y abrir nuevas oportunidades para la producción y el turismo regional.

## Localidades de su recorrido
A diferencia de sus ferrocarriles aislados vecinos no ingresaba en algún punto a un valle - oasis. En lugar de ello recorría un paisaje uniforme y árido con pequeñas poblaciones dispersas. La única zona con características de valle es la pequeña población de Tellier. Sin embargo, 200 kilómetros del total de su vía corría paralela al golfo San Jorge. Casi todas las localidades que recorría el ferrocarril surgieron gracias a este, siendo la única excepción fue Puerto Deseado. En principio el censo de 1920 arrojó población en los alrededores de todas las estaciones, aunque en muchos casos se tratara de población rural dispersa. Luego el servicio postal realizó un segundo recuento en los años 1930 y mostró que algunas de ellas ya no eran relevantes. Como último documento que describió a estas poblaciones se halla el informe de 1951 confeccionado por la ex Gobernación Militar de Comodoro Rivadavia detalla algunas estaciones significativas
Las razones del fracaso poblacional se hallan en la aridez de la región y una economía principalmente enfocada en la ganadería ovina que limitó el propósito las posibilidades poblacionales. Como consecuencia, en toda su existencia solo se pudo desarrollar a Pico Truncado, Las Heras y Puerto Deseado como puntos verdaderamente significativos. En cambio, las demás poblaciones desaparecieron o rondaban como máximo las 200 personas sobre el final del ferrocarril. Es por esto, que siempre fue habitual un paisaje desierto especialmente encontrado en el tramo Pampa Alta - Jaramillo que siempre permaneció sin casas, pero con muchas estancias en los alrededores. La lista de todas las poblaciones documentadas es la siguiente:
- Puerto Deseado
- Tellier
- Minerales †
- Cerro Blanco †
- Pampa Alta †
- Ramón Lista †
- Antonio de Biedma †
- Jaramillo
- Fitz Roy
- Tehuelches †
- Pico Truncado
- Koluel Kayke
- Piedra Clavada
- Las Heras

Nota: el signo † denota a una localidad no registra población en los últimos censos o nominaciones en los medios.

## Funcionamiento

### Itinerarios históricos
El análisis de itinerarios de horarios lo largo del tiempo brinda información de cómo variaron los tiempos, horarios y la situación de sus estaciones en un amplio periodo de tiempo.
El primer informe de horario fue publicado en 1920 con datos vigentes desde el 20 de noviembre de 1917. El documento expuso que los trenes mixtos partían los lunes y jueves desde Deseado a las 8:00 horas y arribaban 18:40 a Las Heras. Mientras que el regreso era los martes y sábado desde las Heras a las 8:30 horas con arribo a Deseado a las 17:30. La carrera pendiente abajo desde Las Heras era de 1 hora menos y luego se redujo a 30 minutos. En cuanto al estado de las estaciones todas las estaciones se mantuvieron operativas en este lapso de tiempo. Por último, el itinerario informó cargas totales durante parte de 1918 por 16.663 toneladas de los cuales se correspondieron a 969 toneladas de ganado (933 fueron ovejas), cereales 248 toneladas (una tonelada de avena y 247 de maíz), productos forestales (1204 de maderas varias, 1 tonelada de carbón, 170 de leña, postes y varillas 622) y 13449 de artículos varios (4904 toneladas de lana y gran variedad de cosas).
El segundo informe de horario tuvo lugar el 1 de noviembre en 1928. El documento expuso que los trenes mixtos partían los lunes y jueves desde Deseado a las 9:00 horas y arribaban a a las 18:30 a Las Heras. Mientras que el regreso era los miércoles y sábado desde las Heras a las 9:00 horas con arribo a Deseado a las 17:30. La carrera pendiente abajo desde Las Heras era de 1 hora menos y luego se redujo a 30 minutos. En cuanto al estado de las estaciones y apeaderos solo Minerales figuró como clausurada y parada optativa de los servicios ferroviarios, parando estos solo si había cargas y pasajeros para este punto. Por último, el itinerario informó que los trenes estaban provistos por coche comedor y distinguían entre primera y segunda clase.
El itinerario de 1930 no informó variaciones significativas respecto al itinerario de 1928. Los trenes mixtos siguieron operando los lunes y jueves desde Deseado a las 9:00 horas y arribando a a las 18:30 a Las Heras. Mientras que el regreso era los miércoles y sábado desde las Heras a las 9:00 horas con arribo a Deseado a las 17:30. 
En cuanto a las estaciones Minerales, fue aludida como parada optativa de los servicios ferroviarios, no estando clausurada. Además, se expuso información precisa de las tarifas: hacer todo el viaje del ferrocarril en primera costaba $24.05 o $13.60 en segunda. En tanto para tramos simples como Deseado - Tellier era $1.80 en primera clase o $1.00 para la segunda. Por último, se informó un cobro extra por sobre equipaje por cada 10 kilos divisible en 5 kilos y otra tarifa extra para las encomiendas por cada 100 kilos divisible en 5 kilos. 

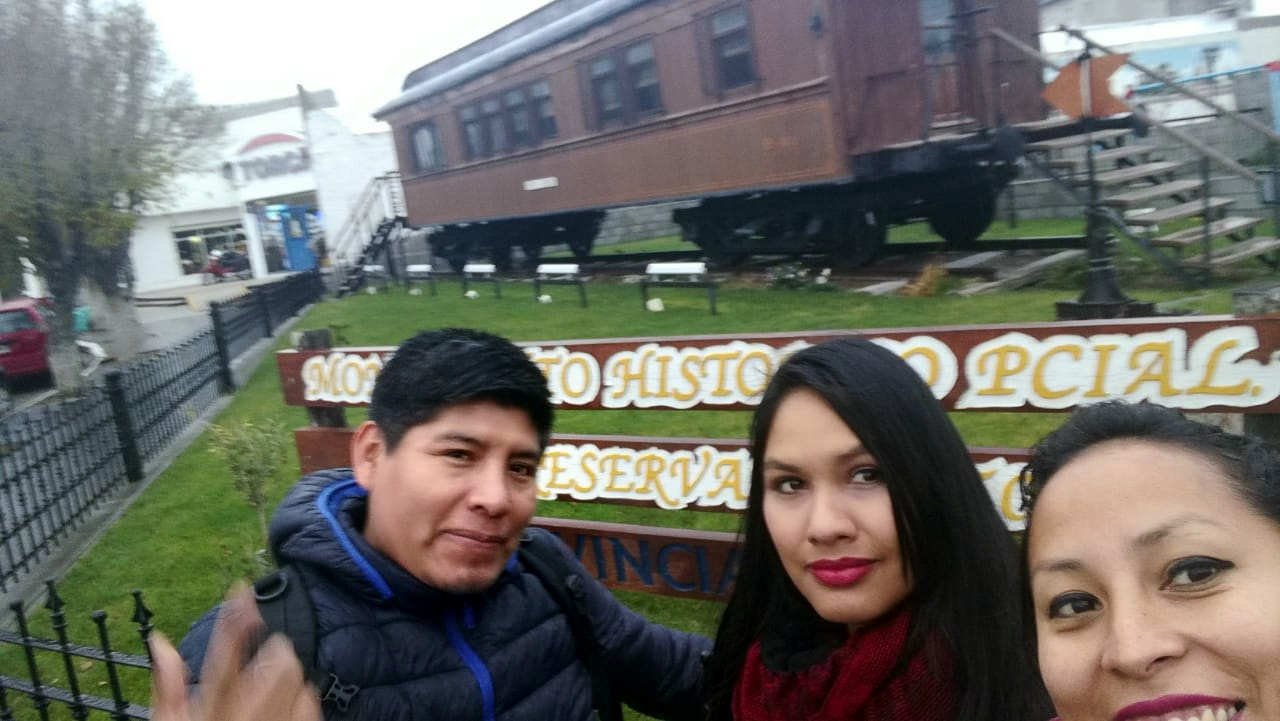
Turistas junto al histórico vagón 502 que sobrevivió al desguace del material rodante

El itinerario de 1934 brindó información extensa del ferrocarril. El servicio tuvo cambios significativos y era ejecutado por trenes mixtos los días jueves y domingo. El viaje a vapor fue mejorado en sus tiempos; partía a las 9 de Deseado para arribar a Las Heras 17:30. Gracias a esto el ferrocarril completó el recorrido en una hora menos; mientras que la distancias entre estaciones fueron también acotadas. En tanto, la vuelta se producía los días martes y viernes desde las 9 con arribo a estación Puerto Deseado a las 17:00. En cuanto a los diferentes puntos del ferrocarril, el itinerario informó que casi todas las estaciones del ramal contaban con sistemas de provisión de agua para el ferrocarril. No obstante, 4 estaciones: Koluel Kayke, Cerro Blanco, Tehuelches y Minerales no contaban con tanques y solo 6 puntos estaban habilitados para carga de agua en toda la línea: Tellier, Antonio de Biedma, Jaramillo, Fitz Roy, Truncado y Piedra Clavada. El único punto optativo volvió a ser Minerales. Además, el documento clasificó todas las estaciones del ramal en dos grupos de importancia. De este modo, con caligrafía simple se identificó a estaciones poco significativas y despobladas: Antonio de Biedma, Minerales, Cerro Blanco, Ramón Lista y Fitz Roy; mientras que las demás mantenían poblaciones y movimientos significativos. El último dato significativo, fue la descripción implícita de un ramal al Muelle que iniciaba en forma negativa tras pasar por la estación matriz y que tenía un largo de 1600 m y facilitaba la operaciones de carga y descarga en la terminal portuaria.
Desde el informe de 1936 se observó una de las mayores mejorías en los servicios de este ferrocarril. El miércoles partía el tradicional tren mixto desde Deseado a las 9:00 con arribo a Las Heras a las 17:30. Luego, el viernes retornaba desde Las Heras desde las 9 para arribar a las 17:00 a Deseado. Por otro lado, el servicio de los lunes partía a las 9:30 y alcanzaba Las Heras a las 16:15. El mismo estuvo marcado por la introducción de ferrobuses diésel que aceleraron los tiempos del ferrocarril en 6:15 minutos. Para entender la mejoría de los viajes del ferrocarril se puede ver el ejemplo del tren a vapor que partía desde estación Puerto Deseado, en un principio unía en 1:05 minutos este punto con Tellier, para luego ser mejorado en 1936 a 55 minutos. Mientras que desde la introducción de los ferrobuses se alcanzaba este punto en 36 minutos. El viaje de regreso se producía el martes desde las 9:30 con arribo a Deseado a las 16:15.
Por otro lado, desde este informe se empieza a evidenciar la decadencia de varias estaciones y apeaderos según el medio de transporte. De este modo, el informe muestra que el tren a vapor mantenía paradas obligatorias en casi todas las estaciones como siempre. Mientras que la introducción de los ferrobuses mostró que varios puntos se volvieron optativos con detenimiento de los servicios ferrocarrileros solo si había interesados. Esto terminó afectando a casi todas las estaciones sin poblados o muy poco habitadas: Pampa Alta, Tellier, Minerales, Ramón Lista, Tehuelches, Cerro Blanco, Koluel Kayke y Piedra Clavada ya mostraban la decadencia de la zona del ferrocarril y perdían la visita obligatoria de los ferrobuses. Llamativamente, solo la estación Antonio de Biedma pudo escapar de esta situación que alcanzó a los puntos menos poblados del ramal. Por último, la única estación clausurada volvió a ser Minerales.
Otro informe de 1938 mostró la continuidad del servicio ejecutado por ferrobuses. Las condiciones de 1936 se mantuvieron sin modificaciones.
El itinerario de Ferrocarriles del Estado del 15 de diciembre de 1940 se comunicó la existencia de dos tipos de servicios. El primero se ejecutaba los jueves con trenes mixtos desde las 9 con llegada a Las Heras a las 17:30; el regreso se operaba el sábado desde las 9 con arribo a Deseado a las 17. Además, se informó un servicio de pasajeros ejecutado con ferrobuses los lunes desde las 11 con arribo a Las Heras a las 16:50. En tanto, los martes desde las 11 emprendía su regreso con arribo a Deseado a las 16:25. En este viaje gran parte de los puntos del ferrocarril aparecieron opcionales y solo las estaciones P. Truncado, A. de Biedma, Jaramillo, Fitz Roy operaron como obligatorias para los ferrobuses. Como detalle sobre saliente, el itinerario mencionó por primera vez la existencia del ramal al Muelle; el cual iniciaba en forma negativa en el kilómetro -0.22 (medición tomada tras pasar previamente por la estación matriz) y finalizaba en el punto -1.10 que daba al puerto de la ciudad. Algunos datos que se brindaron fueron: sus rieles provistos por el FCCA (podían resistir el mayor peso de todo el ferrocarril en conjunto), durmientes de madera (como todo el ferrocarril) y su terraplén estaba construido con ripio arenoso (material predominante en toda la línea férrea). En cuanto a las estaciones, el documento informó que todas las estaciones poseían edificación para pasajeros a la izquierda de la vía. Por otro lado, el itinerario realizó una clasificación de los puntos del ferrocarril:
- Caligrafía simple para estaciones poco significativas: Antonio de Biedma, Cerro Blanco, Ramón Lista, Kilómetro 131, Pampa Alta, Tehuelches y Minerales.
- Caligrafía en negrita para estaciones significativas y con poblaciones: Puerto Deseado, Tellier, Pico Truncado, Las Heras, Piedra Clavada, Koluel Kaike, Fitz Roy y Jaramillo.

El itinerario de 1946 comunicó condiciones similares a los anteriores. No obstante, se presentó el abandono de los ferrobuses en favor del vapor. De esta forma, los viajes fueron ejecutados por trenes mixtos que partían con coche comedor los lunes desde Puerto Deseado a las 9:00 horas con arribo a las 17:30 a Las Heras. Además, se expuso puntos con baja relevancia, estando las estaciones Minerales, Ramón Lista, Cerro Blanco y Pampa Alta fueron clausuradas o reducidas a apeaderos. En cambio, las otras estaciones Tehuelches, Tellier, Koluel Kayke y Piedra Clavada dejaron de ser optativas. Otra de las novedades de este informe fue la existencia del Desvío kilómetro 131 por primera y única vez. Por último, se dio de baja el viaje con ferrobuses, pasando a ser solo los servicios prestados a ser ejecutados un solo día con trenes mixtos. 

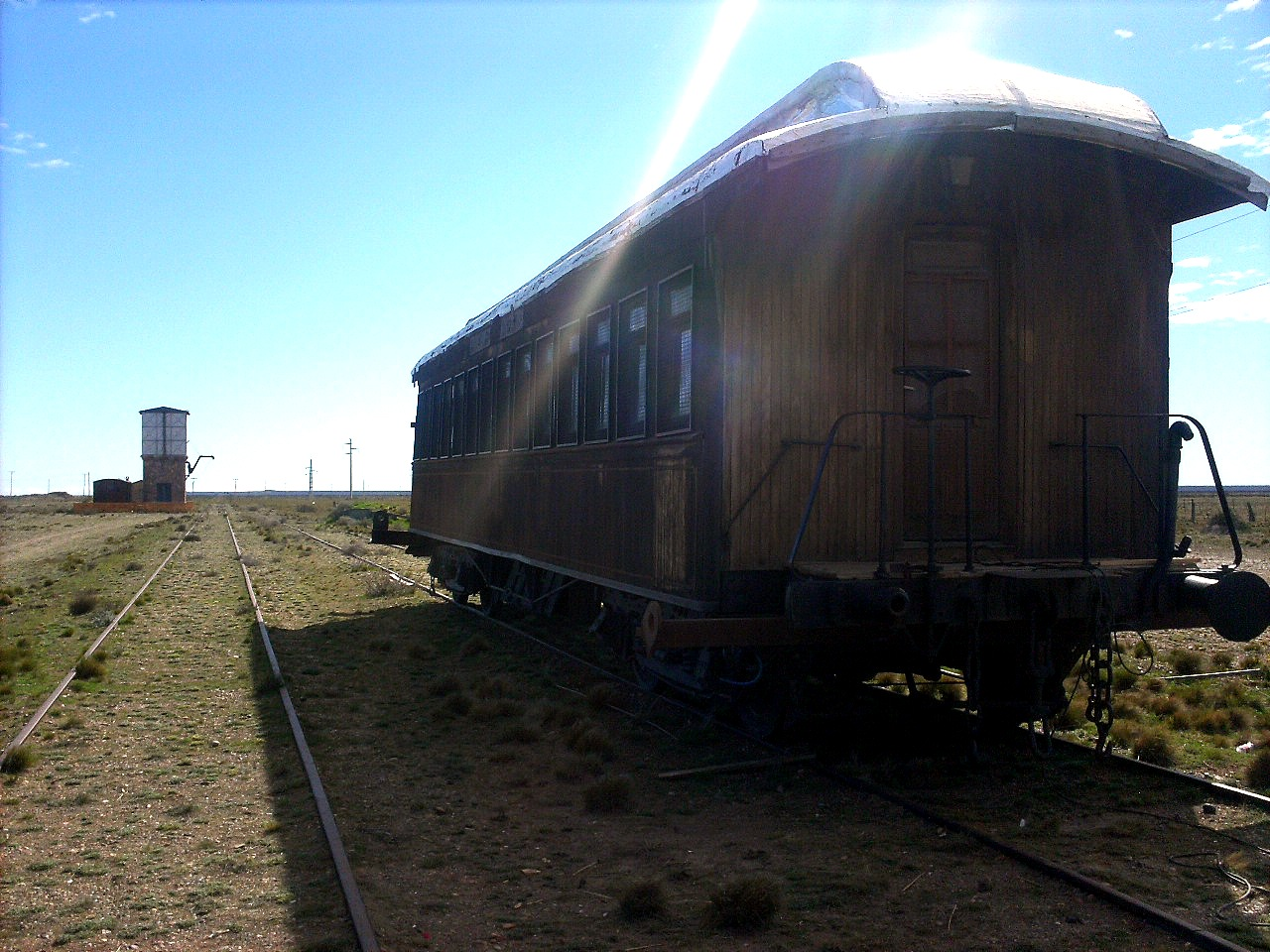
Vagón de pasajeros recientemente recuperado y en proceso de restauración a fuera de la estación Jaramillo

El mismo itinerario de 1946 fue presentado por otra editorial y en él se hace mención menos detallada de los servicios de pasajeros de este ferrocarril. En el documento se confirmó las mismas condiciones del itinerario anterior. Por otro lado, las tarifas mantuvieron los valores y secciones de 1938.
El 10 de diciembre de 1948 fue presentado un itinerario que representó el momento de auge del ferrocarril, ya que se mostraron dos servicios de pasajeros y tres de cargas; de las cuales una fue completamente novedosa. En cuanto a los servicios de pasajeros, fueron ejecutados por trenes mixtos los lunes con salida desde estación Deseado a las 8 y las 9 y arribo a las Heras a las 17:45 y 18:00; mientras que los regresos se producían los miércoles desde las 7:30 y 9:00 con arribo a Deseado a las 16:30 y 17:30. En cambio, las cargas tuvieron uso condicional en todos los casos. Se distinguieron con 3 frecuencias y dos tipos de viajes: la primera frecuencia de cargas salía los viernes desde las 8 y arribaba a Las Heras a las 18:00 (el viaje más rápido de este tipo) y la vuelta se producía el sábado en iguales términos que la ida. El segundo viaje era mucho más largo al partir martes, viernes y domingo de Deseado a las 12:00 y llegar a Las Heras a las 00:00; mientras que la vuelta se llevaba a cabo los martes, jueves y domingo o deforma optativa los lunes, miércoles y sábado desde las 16:00 con llegada a Deseado a las 4:00 a. m.. La última línea de cargas partía los jueves y sábado a las 14:00 desde Deseado y arribaba a Pampa Alta a las 15:35; la vuelta se producía desde la 16:10 con arribo a Deseado a las 17:45. Además, había otro servicios de trenes auxiliares que recogía vagones dejados en los desvíos auxiliares por los otros dos servicios de cargas los martes, viernes y domingo desde Km 15 a 12:35 y arribo a Deseado a las 13:05. Este servicio de carga fue descripto como auxiliar del servicio de los otros servicios de cargas anteriormente mencionadas, dado que los trenes debían repartir el peso de sus formaciones en Pampa alta y los desvíos previos a Deseado. En cuanto a los diferentes puntos del ferrocarril, Minerales y Ramón Lista permanecieron clausuradas; y aparecieron como novedad los desvíos Km 8, Km 15 y Km 131 que cumplían función auxiliar de cargas y de parada para pasajeros. Como último dato, en este itinerario se menciona a Km 9 en la sección de precauciones permanentes se observó leyenda: "Cambio desvío a Base Aeronaval". Esta advertencia se presentaba en el kilómetro 9.129,12 de la vía e imponía e imponía una velocidad a los vehículos ferroviarios de 5 kilómetros por hora. No se informó el largo del desvío.
El último informe de horarios de noviembre de 1955 expuso cambios significativos: todos los servicios de pasajeros pasaron a ser operados por ferrobuses. Además, se modificaron los horarios y días; partiendo el coche motor desde Deseado los lunes, miércoles y viernes a las 13:30 con arribo a Las Heras a las 19:15 horas. El regreso se producía desde Las Heras martes, jueves y sábados con partida a las 13:30 con arribo a deseado a las 18:45.
El informe también mostró que la decadencia vista en el informe de 1936 y 1946 no se detuvo. De este modo, las estaciones: Minerales, Ramón Lista, Cerro Blanco y Pampa Alta ya estaban clausuradas o reducidas a apeaderos. A pesar de estar en situación estas estaciones continuaron recibiendo los servicios ferroviarios: los cuales solo se detenían si había cargas o pasajeros dispuestos.

### Registro de boletos
Una extensa colección de boletos arroja testimonio de los cambios y funcionamiento de este ferrocarril. De este modo, en algunos boletos se puede ver al ramal incluido bajo la administración del Ferrocarril Patagónico que nucleó las líneas sureñas vecinas. Luego, aparecen en la última etapa del ferrocarril, boletos que muestran el paso al Ferrocarril Roca bajo la leyenda Líneas Patagónicas. En tanto, los boletos que se emitieron y figuran en la coleccione era de tipo: diarios, mensuales, de clase única, clase turista y primera clase.

## Reliquias
De todo el parque locomotriz que tuvo este ramal solo llegaron a ver su final en 1979 1 Cockerill, 3 Haine St. Pierre, 2 Drewry, 2 coches y 1 coche motor de madera. Solo el último por ser de madera fue preservado del desguace, que incluyó también, el remate de material rodante. Todo en desmedro de preservarlo en museos o restaurarlo con fines turísticos.
El 18 de diciembre de 1980 se declaró de interés público el Coche Reservado N.º 502- vehículo construido en la fábrica Lancaster de Inglaterra en 1898. En sus inicios dio servicio en el Ferrocarril Andino, uniendo las provincias de Cuyo con los puertos del litoral. Cuando fue trasladado a esta línea cumplió la tarea de ser de primera clase, hecho que lo llevó a transportar a las tropas que fueron partícipes de la masacre de 1921 la “Patagonia Rebelde”. Por lo que años más tarde, en 1974 fue partícipe de la película que recupera esos hechos. Luego de la clausura del ramal, el vagón se remató y quedó en manos del pueblo de Puerto Deseado gracias a una movilización popular. Luego fue declarado Monumento Histórico Provincial según la Ley 1373 y en su centenario se festejaron eventos populares. Actualmente, funciona como Posta de Información Turística en una plazoleta céntrica, entre las calles San Martín y Almirante Brown de Puerto Deseado. En 2019 el espacio fue equipado con una plaza con juegos infantiles, el interior del vehículo fue acondicionado para ser un micro cine y se organizaron actividades culturales - recreativas para conmemorar su recuperación Por último, para 2022 se logró la reinauguración de la muestra autoguiada de la recreación de 3 de los ambientes con objetos de la época, un camarote, el baño y la cocina. Esto se pudo conseguir gracias a la colaboración de Roberto Rodríguez y Fernando Cerdá que prestaron dichos objetos.
Por otro lado, se logró salvar de la destrucción del material rodante a un coche motor, construido localmente, de cuatro ruedas para doce pasajeros. Su supervivencia se debe al poco uso por razón de la larga distancia entre sus ejes y partes en madera que no llamaron la atención de los soldadores que cometieron el desguace. Hoy permanece fuera del museo ferroviaria en condiciones lamentables. En julio de 2014 la localidad de Jaramillo recupera un vagón de pasajeros P-111, perteneciente a la formación histórica del Ferrocarril Patagónico. Esta reliquia se hallaba abandonada en el patio del Hospital Regional Santa Teresita de la ciudad de Rawson desde 1986 y por gestiones que realizara la Dirección de Patrimonio y de la Secretaría de Cultura de Santa Cruz se logró recuperarlo y emplazarlo en Jaramillo, que fuera el sitio central del trazado del ramal ferroviario que aún sigue intacto.
El vagón tiene 12,88 m de largo, 2,86 de ancho y 2,74 de alto, con un peso aproximado de 26 toneladas. Para traerlo, se contó con la colaboración de la Dirección de Vialidad Provincial y de distintas seccionales de policía comprendidas en el trayecto. Fue construido en 1898 y había sido donado por la municipalidad de Puerto Deseado a una institución denominada “Las Damas Rosadas” del Hospital Santa Teresita de Rawson, en la provincia del Chubut.
Por último, de las 14 estaciones históricas que tuvo el ramal solo sobrevivieron:
- Puerto Deseado.
- Tellier.
- Jaramillo.
- Fitz Roy.
- Koluel Kaike.
- Piedra Clavada (abandonada).

En cuanto a las demás fueron depredadas y solo quedan sus bases, tanques, andenes y otros restos. Las estaciones de Las Heras y Truncado fueron destruidas en incendios en los noventa.

## Galería
|                          |
| Estación Puerto Deseado. |

|                    |
| Estación Fitz Roy. |

|                     |
| Estación Jaramillo. |

|                     |
| Estación Las Heras. |

|                   |
| Estación Tellier. |

|                                       |
| Restos ferroviarios en Pico Truncado. |